# El Maitén
El Maitén è un comune (municipio de 2ª categoría) dell'Argentina situato nel Dipartimento di Cushamen, nei pressi del río Chubut, nel nord-est della Provincia di Chubut, nella Patagonia andina. Fu il punto intermedio più importante lungo la linea ferroviaria de La Trochita, tra le località di Ingeniero Jacobacci ed Esquel. Attualmente è l'ultima stazione su questa linea, per i treni turistici in arrivo da Esquel. La tratta fino ad Ingeniero Jacobacci è stata chiusa.

## Geografia e clima
El Maitén si trova lungo la riva destra del Río Chubut. La valle del fiume è di origine glaciale e, in questa regione, scorre da nord a sud separando la Cordigliera Patagonica ad ovest, dalle antiche formazioni dei Patagónidi al est. La topografia dei luoghi è nettamente montagnosa, con vette relativamente basse nessuna delle quali raggiunge i 2.000 metri di altitudine.
Questa regione geografica costituisce un chiaro esempio della transizione tra i boschi umidi patagonici ad ovest e le steppe molto aride della Patagonia centrale. Questa netta differenza è determinata dall'ombra pluviometrica che si verifica proprio per via delle montagne. L'ecotono montano di El Maitén è caratterizzato, ad ovest, da specie tipiche delle regioni molto umide come Austrocedrus chilensis, Nothofagus dombeyi, Nothofagus antarctica e, ad altitudini superiori ai 1.000 metri, Nothofagus pumilio. Inoltre si possono trovare molte specie arbustive, endemiche ed introdotte, così come piantagioni forestali di diverse specie di pino, mentre ad est predominano le specie xerofile tipiche della meseta.
Il clima può essere definito semisteppico, con una stagione invernale umida, occasionalmente con forti nevicate, nella quale si verificano la maggior parte delle precipitazioni annuali, che oscillano tra i 300 ed i 500 mm.

## Storia ed economia
Con un passato in cui dominava un'economia pastorale e rurale, lo sviluppo urbano e regionale di El Maitén ha avuto notevole rilancio con l'arrivo della ferrovia Ferrocarril General Roca nel 1939, con i lavori per la linea ferroviaria che arrivò fino alla città di Esquel. Il tronco ferroviario fu inaugurato ufficialmente nel 1945, ed El Maitén fu scelta come sede per le officine ed il deposito delle locomotive. Questo portò ad una riconversione delle attività economiche verso il nuovo nodo ferroviario. Lo sviluppo continuò fino al decennio del 1970, quando le ferrovie argentine entrarono in un periodo di progressiva decadenza.
Attualmente l'unico tronco ferroviario ancora attivo nella regione è quello che collega El Maitén, a nord, con Esquel, a sud, principalmente con fini turistici. Una volta all'anno si realizza Fiesta nacional del tren a vapor (Festa nazionale del treno a vapore), con l'intento di ridare impulso alla quasi totalmente abbandonata attività ferroviaria, approfittando della grande attrattiva turistica del treno a vapore (La Trochita), che permane ancora attivo, seppur con grande precarietà.
Il basso livello di occupazione viene temporaneamente elevato dal raccolto della fragola, la tosatura della lana e i lavori per il mantenimento delle pinete coltivate.

## Infrastrutture e trasporti
Il suo territorio si trova a soli 5 km a sud del Parallelo 42 (limite interprovinciale della giurisdizione della Provincia di Río Negro e Chubut. È attraversato, da nord a sud, dal tracciato della ex RN 40, che costituisce la principale via di comunicazione attraverso la quale e collegata alla città di Esquel, 135 km verso sud, che è il centro urbano, turistico e commerciale più importante dell'ovest chubutense.
Le altre strade di accesso ad El Maitén sono la RN 243 verso El Bolsón e San Carlos de Bariloche, nella Provincia di Río Negro, e le strade provinciali RP 4 ed RP 71, che la collegano con le località di Cushamen ed Epuyén rispettivamente, nella Provincia di Chubut.
El Maitén si trova a 35 km a sud da Ñorquincó, a 55 km ad est da El Bolsón, a 70 km a nord-ovest da Cushamen ed a 30 km a nord-est da Epuyén. In questo modo è collegata a tutte le località della zona che formano il gruppo bi-provinciale di villaggi e località montane denominato Comarca andina del Parallelo 42.

## Galleria d'immagini

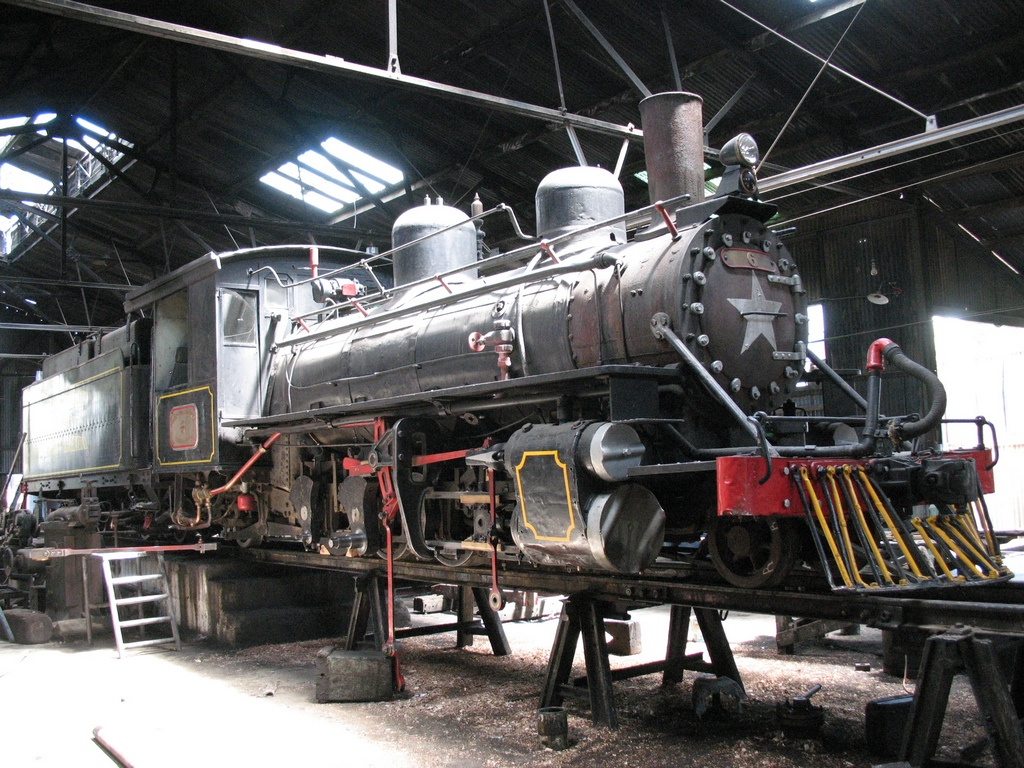
Officina di riparazione.
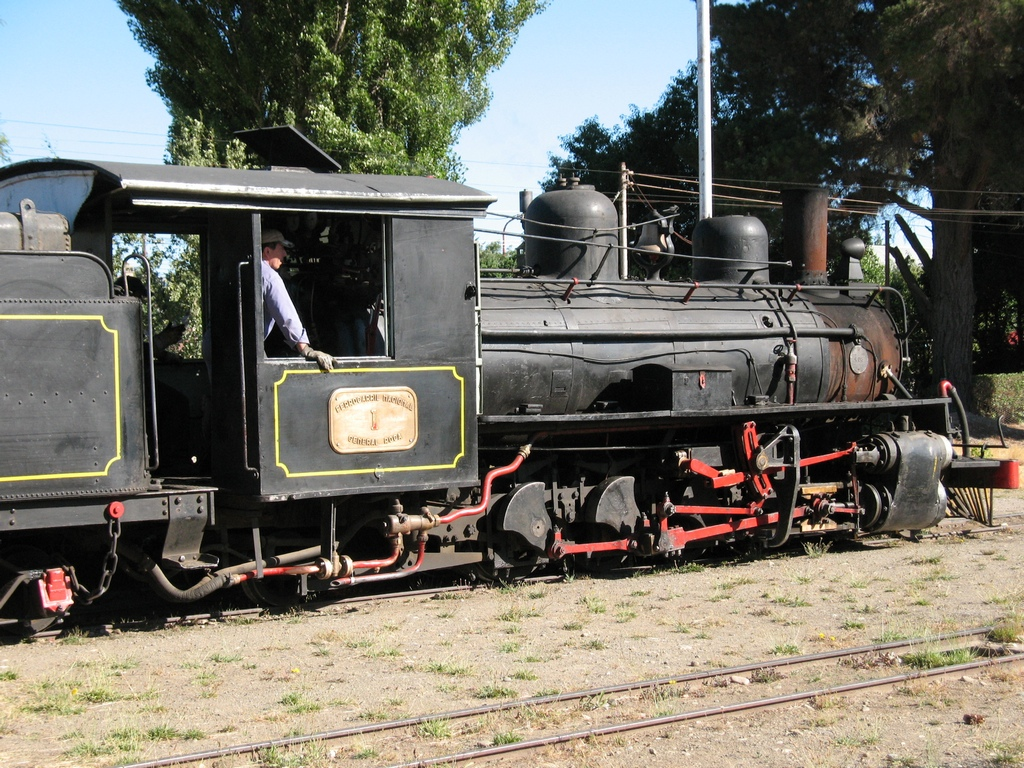
Locomotiva sui binari della stazione.